# Orazio Montinaro
Orazio Montinaro (Calimera, 16 giugno 1945) è un politico italiano.